# Блум, Матуся
Матуся Блум (босн. Matusja Blum; 10 января 1914, Кишинёв, Бессарабская губерния — 15 марта 1998, Сараево) — югославская пианистка и музыкальный педагог. Жена Эмерика Блума (1911—1984), бизнесмена и мэра Сараево.
Родилась в Кишинёве в еврейской семье и там же получила начальное музыкальное образование. Окончила Пражскую консерваторию (1939) у Вилема Курца и Яна Германа, в том же году поселилась в Сараево. Во время нацистской оккупации Югославии скрывалась под поддельными документами в Сараево и Мостаре.
В 1945—1948 гг. преподавала в Сараевской средней музыкальной школе, в 1948—1952 гг. работала в Белграде. В 1955—1982 гг. — профессор фортепиано Сараевской музыкальной академии, в 1963—1967 и 1972—1976 годах — её декан.
Среди учеников Блум — многие заметные югославские пианисты и педагоги, в том числе Божена Гринер, Злата Малеш, Планинка Юришич-Атич, Миланка Мишевич и другие. Сын — Павел Блум.